# Igenis, miniszter úr!
Az Igenis, miniszter úr! (eredetileg angolul Yes Minister) egy brit szatirikus televíziós vígjátéksorozat, szituációs komédia, amely 1980-tól 1988-ig öt évadot élt meg. Antony Jay és Jonathan Lynn tollából született meg az 1980 és 1984 között televízión és rádión is sugárzott Igenis, miniszter úr!, ennek folytatásaképp pedig 1986 és 1988 között futott az Igenis, miniszterelnök úr! Összesen 38 epizódot forgattak belőle.
A sorozat a politikai manipulációk világába enged bepillantást. A történet egy whitehalli kormányhivatali irodában (illetve a folytatásban a Downing Street 10 alatt) játszódik, a Paul Eddington alakította Jim Hacker miniszteri karrierjét követi végig. Küzdelmei céljai érvényesítésére rendre államtitkára, Sir Humphrey Appleby (Nigel Hawthorne) ellenállásába ütköznek. Személyi titkára, Bernard Woolley (Derek Fowlds) általában kettejük között foglal állást, bár Humphrey komoly hatást gyakorol rá. Majdnem minden epizód az „Igenis, miniszter úr” frázissal ér véget, ami általában Humphrey szájából hangzik el, amint ízlelgeti győzelmét felettese fölött, vagy éppen elismeri a vereségét.
A sorozat kedvező kritikai visszhangot kapott és számos díjat nyert. Az akkoriban kormányzó Margaret Thatcher is kedvenc tv-műsorának mondta, 2004-ben pedig Nagy-Britannia hatodik legjobb tévésorozatának választották.
2008-ban magyarul is megjelent a sorozat könyvváltozata.

## Epizódok

### Első évad (1980)
|    | Magyar cím                 | Angol cím               |
| -- | -------------------------- | ----------------------- |
| 1. | Nyitott kormányzás         | Open Government         |
| 2. | A hivatalos látogatás      | The Official Visit      |
| 3. | Takarékossági intézkedések | The Economy Drive       |
| 4. | A Nagy Testvér             | Big Brother             |
| 5. | Baljós jelek               | The Writing on the Wall |
| 6. | Jogom van tudni!           | The Right to Know       |
| 7. | Osztogatás a barátoknak    | Jobs for the Boys       |

### Második évad (1981)
|          | Magyar cím              | Angol cím                 |
| -------- | ----------------------- | ------------------------- |
| 1. (8.)  | A gondoskodó társadalom | The Compassionate Society |
| 2. (9.)  | Kitüntetések            | Doing the Honours         |
| 3. (10.) | A feketelista           | The Death List            |
| 4. (11.) | Az érvényesülés útja    | The Greasy Pole           |
| 5. (12.) | Kísért az ördög         | The Devil You Know        |
| 6. (13.) | Az élet minősége        | The Quality of Life       |
| 7. (14.) | Lojálisak vagyunk       | A Question of Loyalty     |

### Harmadik évad (1982)
|          | Magyar cím             | Angol cím                    |
| -------- | ---------------------- | ---------------------------- |
| 1. (15.) | Egyenlő esélyek        | Equal Opportunities          |
| 2. (16.) | A kihívás              | The Challenge                |
| 3. (17.) | Csontváz a szekrényben | The Skeleton in the Cupboard |
| 4. (18.) | Erkölcsi távlatok      | The Moral Dimension          |
| 5. (19.) | Szögeságyon            | The Bed of Nails             |
| 6. (20.) | Bort iszik, de…        | The Whisky Priest            |
| 7. (21.) | A burzsoázia bulija    | The Middle-Class Rip-Off     |

### Karácsonyi különkiadás (1984)
|       | Magyar cím   | Angol cím   |
| ----- | ------------ | ----------- |
| (22.) | Pártjátszmák | Party Games |

## Igenis, miniszterelnök úr! epizódok

### Első évad (1986)
|          | Magyar cím                           | Angol cím                 |
| -------- | ------------------------------------ | ------------------------- |
| 1. (23.) | A Grandiózus Terv                    | The Grand Design          |
| 2. (24.) | A miniszterelnök tévébeszéde         | The Ministerial Broadcast |
| 3. (25.) | A füstbe ment terv                   | The Smoke Screen          |
| 4. (26.) | A kulcs                              | The Key                   |
| 5. (27.) | Az igazi kapcsolat                   | A Real Partnership        |
| 6. (28.) | A demokrácia diszkrét győzelme       | A Victory for Democracy   |
| 7. (29.) | Püspökfalat                          | The Bishop's Gambit       |
| 8. (30.) | Átvilágítósdi, avagy ki a mi kutyánk | One of Us                 |

### Második évad (1987–88)
|          | Magyar cím               | Angol cím                      |
| -------- | ------------------------ | ------------------------------ |
| 1. (31.) | Ember a vízben!          | Man Overboard                  |
| 2. (32.) | Hivatali titkok          | Official Secrets               |
| 3. (33.) | Diplomácia ó!            | A Diplomatic Incident          |
| 4. (34.) | Érdek(es) ellentétek     | A Conflict of Interest         |
| 5. (35.) | Hatalmat a népnek!       | Power to the People            |
| 6. (36.) | A művészet pártfogója    | The Patron of the Arts         |
| 7. (37.) | Az oktatás szolgálatában | The National Education Service |
| 8. (38.) | A hálózat hálójában      | The Tangled Web                |